# Sainte Materiana
Sainte Materiana (ou Madrun en gallois), est une reine brittonique du Gwent au Ve siècle (née vers 440).

## Biographie
Son deuxième nom, Madrun, semble se rapporter à une divinité britto-romaine de la fécondité et de la magie, l'obscure Modron. Cette filiation rend la véracité de la vie de Materiana encore plus douteuse, même s'il est très probable qu'un personnage à la base de son mythe ait réellement vécu.
Dans la tradition galloise, c'est l'aînée des trois filles de Vortimer Fendigaid, souverain d'Ewyas sous domination du Powys. Et si sa mère est inconnue, sa fratrie ne l'est pas : ses sœurs sont sainte Anna et sainte Arilda, des religieuses locales dont l'existence est légendaire.
Elle épouse diplomatiquement le prince Ynir Gwent et lui offre son royaume en dot après la chute de Vortigern dans sa citadelle légendaire. Selon la tradition, elle se réfugie alors sur la montagne de Carn Fadryn, en Gwynedd. De nombreuses rumeurs coururent alors sur son compte, faisant d'elle une religieuse, voire une ascète, confirmée.
Arrivée à la fin de sa vie, accompagnée de son fils le moine Ceidio, elle évangélise les Cornouailles dans la région de Minster où elle décède probablement à un âge avancé.